# P522 Havfruen
P522 Havfruen er det tredje patruljefartøj i Diana-klassen som er bygget til at patruljere i det danske territorialfarvand. Skibet er navngivet efter fabelvæsenet Havfruen. Havfruen er, ligesom alle sine søsterskibe, bygget på Faaborg Værft. Skibet blev navngivet ved en ceremoni på Flådestation Korsør af departementschefen i Forsvarsministeriet, Lars Finsen.
Skibet er det 11. skib der bærer navnet Havfruen i dansk tjeneste:
- Havfruen (Fregat, 1563-1577)
- Havfruen (Rojagt, 1572)
- Havfruen (Jagt, 1666-1718)
- Havfruen (Linjeskib, 1702-1738)
- Havfruen (Fregat, 1762-1790)
- Havfruen (Fregat, 1789-1807)
- Havfruen (fregat, 1832-1864)
- H1/H2 Havfruen (undervandsbåd, 1913-1932)
- H2 Havfruen (undervandsbåd, 1939-1950)
- P533 Havfruen (bevogtningsfartøj, 1962-1991)
- P522 Havfruen (patruljefartøj, 2008- )